# L'anno 3000
L'anno 3000 - Sogno è un romanzo satirico fantapolitico del 1897 di Paolo Mantegazza. È considerato uno dei precursori ottocenteschi della fantascienza italiana.
Fu scritto come reazione al best seller statunitense del 1888 Guardando indietro, 2000-1887 di Edward Bellamy (che era stato tradotto in italiano dal 1890), e analogamente a tale romanzo è un immaginario viaggio in cui è descritta una società ideale del remoto futuro, una utopia tecnologica in cui i maggiori problemi del mondo sono stati risolti dalla scienza e le vecchie ideologie superate. In opposizione all'utopia socialista di Bellamy, il Sogno di Mantegazza ha un carattere satirico e antisocialista. Espone idee che nei decenni successivi diverrano fonte di dibattito come pacifismo, internazionalismo, eugenetica, controllo demografico, libertà sessuale per entrambi i sessi, sperimentazione farmacologica umana e animale.
Il romanzo è stato tradotto in più lingue.

## Trama

### Capitolo I.
Nell'anno 3000, quando ormai da oltre 5 secoli si parla solo la lingua cosmica, Paolo e la ventenne Maria, già uniti in matrimonio d'amore, partono da Roma con il loro "aerotaco", una navicella volante mossa dall'elettricità, che può raggiungere i 150 km/h. Nel veicolo ci sono provviste per 10 giorni. Portano con sé anche un libro, "L'anno 3000", di un medico del passato, che leggeranno per divertimento. La loro meta è Andropoli, capitale degli Stati Uniti Planetari, dove devono presentarsi al Senato Biologico per avere l'autorizzazione a generare figli. La città è ai piedi dell'Himalaya, ma prima desiderano visitare altri luoghi, poiché Maria conosce solamente Roma e Napoli. Giunti a La Spezia, a sera inoltrata, estraggono dall'aerotaco un gonfiabile, l'"idrotaco", piccola barca con motore elettrico e navigano nel golfo della città. Dopo aver accennato a luoghi di interesse storico, Paolo parla delle lotte che sconvolsero, con un milione di morti, l'Italia e la Francia agli inizi del XX secolo: avvenimenti che posero le basi per l'abolizione della guerra e la creazione degli Stati Uniti d'Europa. Sotto l'ultimo papa, Leone XX, il re d'Italia abdicò spontaneamente, provocando la caduta delle altre monarchie. Una lunga polemica tra repubblicani, conservatori e socialisti fu vinta da questi ultimi, e per quattro generazioni si seguì questo tentativo folle, con il quale si appiattirono tutte le iniziative personali. Abolito il socialismo, si fondarono gli Stati Uniti del Mondo, governati democraticamente. Maria chiede a Paolo perché abbia scelto di studiare, tra le lingue antiche, l'italiano. Paolo risponde che in italiano furono scritti la Divina Commedia di Dante e Giovanin Bongè (in dialetto milanese) di Carlo Porta. Inoltre è stata la lingua di Roma, capitale mondiale. Dopo la gita, attendono l'indomani per dirigersi verso oriente.

### Capitolo II
In poche ore Paolo e Maria arrivano in Egitto dove, al posto del deserto, c'è il mare. Infatti nel 3000 si possono modificare le condizioni climatiche in base alle necessità, sciogliendo i ghiacci dei poli, diminuendo la temperatura dell'Europa o sostituendo il deserto con l'acqua marina. Su richiesta di Maria, visitano le piramidi, poi parlano dei popoli che hanno abitato quelle terre.
Il giorno seguente si imbarcano sul "Cosmos", una navicella postale alimentata a idrogeno, con destinazione l'"Isola Celian", in cui sopravvivono le ultime utopie politiche. Visitano il "Paese dell'Uguaglianza", dove tutto è uguale: vestiti, aspetto, taglio di capelli, possedimenti e diritti; tutti mangiano, dormono e si svegliano, passeggiano, e addirittura le coppie sposate fanno l'amore alla stessa ora. Ogni giorno una persona tirata a sorte governa le faccende politiche. Nessuno ha un nome, tutti sono contraddistinti da numeri.
Poi si dirigono verso "Tirannopoli", cittadina governata da una dispotica dinastia, con a capo Niccolò III, autodefinitosi nuovo zar, figlio di Niccolò II, nipote di Niccolò I. Chi osa contraddirlo è istantaneamente giustiziato perché la legge è formulata al solo scopo di favorire il tiranno.
Visitano "Turazia", detta anche Repubblica socialista, il cui nome deriva da Filippo Turati, simile al Paese dell'Uguaglianza, dove tutto è dello Stato, che distribuisce equamente i beni tra le persone. Sopprimendo le necessità individuali, lo Stato è posto al di sopra di tutto. Ognuno lavora, ha la propria libertà e diritti, e vive passivamente, senza speranze di miglioramento o di cambiamento.
Vanno anche a "Logopoli", uno stato parlamentare, dove il Re è eletto dal Senato e dalla Camera dei deputati, che si riuniscono ogni 5 anni per scegliere il nuovo capo dello stato. A loro volta, i senatori e i deputati sono eletti dal popolo. Il Re non ha un vero potere, ma serve più come figura di riferimento e appoggio.
Paolo e Maria si limitano a queste visite, ma ci sono "Poligama", stato in cui gli uomini hanno diverse mogli; "Poliandra", dove invece le donne hanno molti mariti; "Cenobia", in cui vivono solo uomini celibi; "Monachia", cittadina di monache dedite al culto di Saffo; "Peruvia", paese di ispirazione comunista, che riprende il governo degli antichi Incas, dove il governo dà a ciascuno secondo i propri bisogni, e più una famiglia è numerosa più le viene concesso terreno.

### Capitolo III
I viaggiatori partono per l'Isola di Dinamo. Paolo vuol far vedere a Maria uno dei grandi laboratori, dove si raccolgono le energie planetarie. Dinamo è una città abitata da ingegneri e da studenti di materie scientifiche. I due viaggiatori vanno dal Direttore con una lettera di presentazione ed egli incarica un ingegnere di accompagnarli nei diversi laboratori. Si presenta un giovane simpatico, che si mette a loro disposizione. Per iniziare visitano il Museo storico, dove è rappresentata l'evoluzione della meccanica attraverso i secoli. Si vedono gli aratri guidati dai buoi, i carri senza ruote, poi carri trascinati da cavalli, asini e muli. Seguono le prime applicazioni degli elementi della natura (fuoco, acqua, vento, terra), fino all'uso del vapore e dell'elettricità. Tutto ciò che vedono è per loro una novità.
Nel XX secolo, la religione cristiana è stata sostituita dalla fede nella scienza e il Vangelo da un libro sull'applicazione dell'elettricità scritto dalla "Scuola di Edison". Dopo l'èra dell'elettricità, viene la scoperta dello scienziato Macstrong: il "Pandinamo". L'ingegnere li conduce nel laboratorio centrale a vedere come si ottiene il "Pandinamo", distributore delle diverse energie alle più lontane regioni del pianeta. I fili che trasportano queste correnti, non più di metallo, sono tubetti di sostanza elastica molto resistente. Un tubo può portare correnti diverse, luce, calore o movimento. Quindi l'ingegnere conduce Paolo e Maria nella sala centrale, dove si vede una carta geografica, che indica tutte le regioni, con cui è collegata l'isola di Dinamo.

### Capitolo IV
Paolo e Maria lasciano l'isola e si dirigono con il loro aerotaco in India, per raggiungere la capitale mondiale Andropoli, fondata nel 2500 dall'inglese Cosmete (un grande legislatore) dopo che, in una assemblea tenutasi a Londra nel 2490, i partecipanti di tutti i paesi stabilirono che la capitale planetaria si fondasse a Darjeeling. Andropoli ha l'aspetto disordinato di un agglomerato di cento città, collegate da strade terrestri e aeree.
La città è divisa in due parti: una con gli edifici pubblici, l'altra per tutti gli abitanti. Le leggi impongono solo la larghezza delle strade (almeno venti metri) e l'obbligo di lasciare aperta la via fra la schiera delle case, a uno o a due piani, tutte con il giardino. Le prime sono per i poveri e i celibi, le altre per i ricchi e gli ammogliati. Nell'anno 3000 l'uomo costruisce la sua casa con pochi soldi e in un giorno. Per costruire, si utilizza un calco fatto in lega metallica: lo si pianta nel luogo stabilito e si procede a colare il materiale liquido nello stampo, che solidificandosi forma i muri dell'edificio. 
Paolo e Maria non si stancano di ammirare le grandi piazze. Sono di tutte le forme e circondate da alberi, aiuole e fontane pittoresche. Un altro ornamento delle piazze è costituito dalle statue di grandi uomini, illustri in un'epoca storica o in un paese. Si dà maggiore importanza all'elemento storico rispetto a quello geografico.
Uno dei giorni seguenti, i due coniugi vogliono visitare il mercato su una collinetta di Andropoli. Paolo e Maria si fermano più a lungo nel mercato dei fiori e della frutta. Lui esalta la bellezza e il profumo dei fiori. Dice che già nel XIX secolo i giardini avevano serre riscaldate dove si potessero coltivare piante abituate a climi freddi, ma nel 3000 i giardinieri creano fiori con nuovi metodi di fecondazione. Nel XIX secolo i prodotti fuori stagione erano insipidi e inodori, quelli dell'anno 3000 sono succosi e profumati.
Passando dinanzi a un banco di arance, vedono un monello rubarne una e poi scappare. La venditrice urla e, sentendola, uomini, donne e fanciulli reclamano a gran voce giustizia. Un uomo acciuffa il ragazzino: nel 3000 tutti sono carabinieri e poliziotti, e sei cittadini si uniscono a lui per formare un tribunale istantaneo; un modo di far giustizia chiamato "Giustizia dei sette". Interrogano il colpevole e decidono di portarlo alla Casa di giustizia, un tipo di scuola dove sarà rieducato studiando le cause che lo hanno indotto a delinquere. Gli ospiti di questa Casa di rieducazione non sono delinquenti dalla nascita perché sarebbero stati soppressi dai primi istanti di vita, dopo un accurato esame delle loro caratteristiche cerebrali. Nella Casa di giustizia i delinquenti rimangono qualche giorno o poche settimane o, in casi estremi, qualche mese. Quando escono, sono marchiati per qualche giorno da un nastrino all'occhiello dell'abito.

### Capitolo V
Paolo e Maria, dopo l'officina dinamica e il mercato, visitano il palazzo di Governo, nel centro di Andropoli. Maria ritiene di non capire nulla di politica, ma Paolo le spiega che il governo attuale non è complicato come nel XIX secolo: il potere era allora distribuito fra centinaia di persone e il conflitto tra autorità diverse creava sempre intoppi. Un po' per volta si semplificò, ma ci vollero secoli. A Andropoli si afferma solo l'unità degli Stati Uniti del mondo e si provvede alle questioni cosmiche di interesse comune. Qui i delegati si riuniscono una volta all'anno per un mese. Sono eletti a maggioranza e per suffragio universale da ciascuna regione del globo. Appena riuniti, eleggono fra loro un capo, chiamato Pancrate, con carica annuale. Ogni anno, per un mese, il consiglio supremo di Andropoli, presieduto dal Pancrate, tiene consiglio permanente. 
Quando Paolo finisce la spiegazione, i due salgono su una grande scala, che porta in un vestibolo immenso, da cui partono quattro edifici, che rappresentano le attività della civiltà cosmica: l'agricoltura, la salute, l'educazione e l'industria, unita al commercio. Paolo e Maria entrano nell'edificio destinato all'agricoltura. Su un'immensa carta topografica sono rappresentate le zone coltivate. Gli scienziati dell'anno 3000 stanno studiando se coltivare le immense foreste dell'Africa e dell'America, consigliandosi anche con le popolazioni locali. Il Governo di Andropoli ha inviato in quei luoghi alcuni scienziati, per studiare le conseguenze sul clima, qualora si eliminassero tali foreste. Quanto alle regioni miasmatiche, in Europa non ci sono più paludi; non così nei paesi più arretrati. 
Dal dipartimento della terra passano a quello della salute, dove si studiano due grandi problemi: abolire le malattie e prolungare la vita umana, togliendo alla morte ogni dolore e terrore. Tuttora nascono figli deboli, soppressi appena si riscontra una patologia. Ma ci sono ancora dei casi di uomini imperfetti che, quando giungono all'età feconda, possono trasmettere malattie ad altri. Benché gli sposi, per avere un figlio, debbano essere autorizzati, i medici possono formulare un'analisi errata. Nel XIX secolo la medicina aveva scoperto i microbi, ma le epidemie si susseguirono ugualmente fino al XXV secolo, quando un medico francese scoprì una sostanza antisettica molto potente. Quando nascono nuove malattie, si cercano i microbi responsabili per trovare sostanze antagoniste.

### Capitolo VI
In una piazza di Andropoli si trovano due edifici l'uno di fronte all'altro: il Ginnasio e la Scuola.
Il Ginnasio ha un reparto per gli uomini e uno per le donne; solo in determinate occasioni (gare, feste atletiche...) le due sezioni partecipano insieme, perché seguono lo stesso percorso. I viaggiatori visitano il reparto maschile: il motto è "Alere flammam. Chi inizia a frequentare, si sottopone al "Pantomasso"; una bagnatura fredda generale con grosse spugne. Di vario materiale, avvolgono il corpo nudo, assumendone la forma. Poi viene passata una corrente con diverse intensità, per rilevare le debolezze. La sessione va da qualche minuto fino ad un'ora. Vi sono molti esercizi adatti ai più deboli, che attivano la circolazione capillare e l'attività motoria; per alleviare la noia di certi esercizi e per molti sport si segue una musica. Nel 3000, un ventenne sarebbe amareggiato se non sapesse ancora fare qualche sport, perché la tonicità del fisico ha fatto quasi scomparire il nervosismo che tormentò le persone nel XIX e nel XXI secolo.

### Capitolo VII
Ora Paolo e Maria visitano la Scuola. Nel vestibolo leggono queste parole:
Si nota inoltre una statua gigantesca, che rappresenta la scienza; è fusa in elettro e di giorno splende illuminata dal sole, di notte dall'elettricità.
Vi sono tre ordini di scuole: Prima scuola, Scuola media, e Alti studi. La scrittura è una stenografia: le vocali e altri segni sono tralasciati, tutto è molto più veloce che in passato. 
I maestri insegnano le materie più utili per la vita e non c'è insegnamento religioso, lasciato all'ambito familiare. Oltre a ciò, i genitori possono scegliere un maestro di loro gradimento.
Passando alla Scuola media, Paolo e Maria apprendono che vi si insegna cultura generale, divisa in studi scientifici e studi letterari. Questi ultimi si articolano in scrittori della lingua cosmica, storia e geografia, psicologia e antropologia che hanno preso il posto della filosofia. Gli studi scientifici comprendono scienze naturali, meccanica, fisica, chimica, con uso di laboratori. La scuola media dura quattro anni e si conclude con un esame apposito.
La Scuola degli alti studi ha corsi professionali e conferisce un diploma; è aperta a uomini e donne. Per insegnare Alti studi non esiste un esame ma si devono presentare opere stampate. Corrisponde, rispetto ai secoli passati, all'Università

### Capitolo VIII
Il giorno seguente, dopo essersi svegliati e preparati, Paolo e Maria si avviano verso l'Igeia, che si trova su un colle di Andropoli.
Entrati, si trovano in un ampio cortile, dove sono innalzate statue di marmo e bronzo. Paolo ne indica alcune a Maria: Ippocrate, Avicenna, Galeno, Jenner, Pasteur, Lister, il dott. Micali e il dott. Yang-Feu. Grazie alle innovazioni di questi medici, perfezionate nei secoli, non si muore più di malattia, se non raramente, ma di morte naturale. Li accompagna il direttore e spiega loro come funziona l'Igeia: adesso esistono tantissimi specialisti, ognuno per ogni viscere del corpo, mentre in passato un medico curava tutto. Paolo e Maria assistono a una visita. Un uomo è esaminato utilizzando un fascio di luce Röntgen; il medico lo rende trasparente e con un doppio cannocchiale lo osserva nei visceri. La diagnosi è di tubercolosi, da curare non con medicine, ma con un cambiamento climatico e una dieta. Alla fine il paziente paga con un cartoncino bianco del valore di 50Lire.
Successivamente si recano nella sezione degli Igei, una vasta sala piena di neonati che piangono e di mamme in attesa della sentenza di vita o di morte per il loro bambino. Viene chiamato il numero diciassette e una mamma con il bambino in braccio lo consegna all'Igeo. Questi lo mette su una specie di trespolo. Un fascio di luce Röntgen lo colpisce e il dottore, dopo averlo esaminato, sentenzia che il bambino è sano, robusto e adatto alla vita. Poi un'altra luce è diretta sul suo cranio e il dottore dichiara che il cervello è normale e che il bambino non avrà tendenze a compiere atti criminali in futuro. Si passa al numero diciotto. Il bambino viene dichiarato sano ma non robusto, cervello normale ma carattere timido e pauroso; è prescritto alla madre di educarlo spartanamente. Il numero diciannove è sano e robusto, ma tendente alla lussuria: la prescrizione è di impartirgli un'educazione per indebolire questa tendenza.
Il numero venti viene giudicato gracilissimo, tubercoloso e non adatto alla vita. Queste parole sconvolgono la madre. L'Igeo le fa una domanda, se permette cioè la soppressione del figlio. Lei, raddoppiando i singhiozzi, acconsente. Alla successiva visita il tutto si ripete, ma la madre rifiuta il consenso alla morte e viene tacciata di crudeltà. Da questa esperienza, Paolo e Maria escono alquanto scossi, perché ogni giorno si sopprimono molte creature.

### Capitolo IX
Paolo e Maria decidono di visitare la città dei morti. Dopo aver percorso un lunghissimo viale di cipressi, arrivano ad un tempio, copiato dall'antico Partenone; lì regna il silenzio e la luce è fioca.
Nell'anno 3000 sono molti i sistemi di trattamento dei cadaveri umani; ognuno può esprimere nel proprio testamento i desideri in proposito. Il metodo più usato è la dissoluzione nell'acido nitrico, il cui prodotto si conserva in bocce di cristallo. Oppure si riduce la salma a concime, o la si fa cremare. Al Laboratorio necroforo dei Siderofili si estrae il ferro dal cadavere per coniare una medaglietta. È un metodo difficile e dispendioso, adottato perciò solo dalle persone molto ricche. La siderofilia però ha consentito la truffa di un chimico ed è attualmente poco usata. Paolo e Maria vedono anche la sezione di imbalsamazione, con i suoi numerosi metodi. Disgustata, Maria dice che vuole essere sepolta nella terra, a nutrire fiori e piante.
Il cimitero è un vasto giardino con tanti arbusti e numerosi sentieri con ai lati le tombe. Queste sono di marmo nero, con il nome del morto e la data di nascita; non vi è alcuna distinzione tra ricchi e poveri; i monumenti dei grandi uomini sono in un Panteon. Qui si trovano il busto o la statua della persona che si intende ricordare, e le sue maggiori opere. Finisce così la visita alla città dei morti.

### Capitolo X
I coniugi decidono di passare la serata a teatro, che ad Andropoli presenta una vasta scelta. Nella capitale cosmica vi sono oltre 50 teatri, per tutti i gusti; il Panopticon e il Panglosso sono riservati agli spettatori più colti. Altri teatri sono invece dedicati alla storia, alla botanica o alla zoologia, altri alla commedia. Paolo porta Maria al Panopticon, dove quella sera la programmazione è "Da Omero all'anno 3000", spettacolo seguito da molte personalità di spicco, tra cui Pancrate.
Entrati nella sala, si siedono ai loro posti, in prima fila. Appena seduti, Maria nota una cuffia di seta da cui pendono dei fili. Paolo spiega la funzione dello strano aggeggio: esso è un regolatore di piacere, che può ampliare o diminuire i sensi. In tal modo, se una vista o un odore sono sgraditi, basta girare una levetta per attenuarli.
Lo spettacolo comincia, la scena raffigurata è il pasto di una famiglia preistorica. Maria è subito colpita dalla rappresentazione e grazie alla cuffia regolatrice dei sensi riesce a percepire pure gli odori. I quadri si susseguono e negli intervalli i due passeggiano nelle apposite zone del teatro, seguiti da scie invisibili di profumi e concerti melodici.

### Capitolo XI
La visita successiva di Paolo e Maria è al Museo di Andropoli. Di forma circolare, la grande costruzione è circondata da un porticato, adatto alle passeggiate di studiosi e cittadini. La prima galleria, circolare, ha ispirato un giornale chiamato "La Galleria del Museo" in cui si trovano, sotto forma di conversazioni, le controversie della letteratura e della scienza accadute in quel luogo. 
Dalla galleria si entra nel museo propriamente detto, dove sono raccolti tutti i prodotti della natura e dell'uomo. Il museo di storia naturale è all'interno della galleria. Dai minerali si passa al regno delle piante, quindi agli animali. Ogni pianta e ogni animale ha un suo antenato geologico, che può essere vero o presupposto (la Paleontologia non è riuscita a scoprire tutti questi antenati). Ogni animale ha accanto a sé i propri parassiti, riprodotti in plastica e con un forte ingrandimento. Piante e animali seguono la gerarchia naturale, dagli infimi fino all'uomo, in tutte le sue forme preistoriche, protostoriche e moderne. Di molte razze umane preistoriche il Museo conserva pochi reperti, ma la scienza ne ha ricostruito le forme esteriori, riprodotte con la plastica, facendo apparire come viventi uomini estinti da centinaia di secoli.
La parte più curiosa della sezione antropologica è quella finalizzata a rappresentare gli uomini possibili di Venere, di Marte, di Mercurio e degli altri pianeti più vicini alla Terra. Alcuni naturalisti, che avevano visto con i telescopi mari, fiumi e laghi dei pianeti vicini, con la loro fantasia immaginarono gli abitanti di quei pianeti, con modellini di plastica oppure dipinti. Paolo e Maria, a quella vista, si fanno due risate.
Più all'interno c'è la rappresentazione dell'intero lavoro umano, organizzato cronologicamente, oppure geograficamente. Paolo e Maria si concentrano sul lavoro dell'Italia, comprendente l'arte del bello (statue e dipinti). Maria, notando una macchia nera al centro di un quadro, chiede spiegazioni a Paolo: egli descrive un'epoca morbosa dell'arte, sul finire del XIX secolo, che comprendeva l'Impressionismo e il Decadentismo. Tra gli scrittori dell'epoca, considerati volgari da Paolo, il massimo rappresentante fu Gabriele D'Annunzio, che in un'altra epoca avrebbe potuto fare cose di gran lunga più belle e classiche.

### Capitolo XII
Paolo e Maria, giunti alla Città di Dio in Andropoli, visitano per primo il tempio della Speranza (Maria segue questo credo). Le grandi religioni di un tempo sono tutte estinte, anche se la maggior parte della popolazione crede in un Dio e nell'immortalità dell'anima. Il tempio della Speranza è il più bello e vasto, tra quelli innalzati a un Dio-simbolo. Poco distante si erge la Chiesa cristiana, luogo silenzioso, ai due capi del quale s'innalzano due altari, uno con un grande Crocifisso, uno con la statua della Vergine Maria, dedicati rispettivamente a dolore e sacrificio e a amore e carità. Gli Evangelici, seguaci della Chiesa cristiana, hanno quattro sacramenti: la confermazione, il battesimo, il matrimonio e l'estrema unzione (ritenuta un saluto). Durante la visita alla Chiesa cristiana, Paolo dice che, se non fosse ateo, si farebbe evangelico, perché i due altari lo fanno sentire portato in alto, dove regnano un'aria più pura e una luce fantastica, inesistente nel mondo. La terza tappa è la Chiesa dei Deisti, al Dio ignoto, ispirata al Pantheon, dove c'è un gran cippo di bronzo. Paolo e Maria si chiedono come si possa adorare un Dio ignoto: se la religione è fatta di sentimento, di certo questo culto non può definirsi come religione.

### Capitolo XIII
Paolo aveva fatto una promessa a Maria: durante il soggiorno nella capitale le avrebbe svelato un segreto. Ma i giorni passano e la giovane si sente di malumore, vedendo che non accade nulla. Finalmente lei si spiega e il compagno dichiara che la sorpresa avverrà l'indomani. Il giorno seguente, il 31 dicembre, c'è l'assegnazione del premio Planetario, conferito ogni dieci anni alle scoperte e invenzioni più importanti del decennio e i due sposi si recano all'Accademia delle Scienze.
Centinaia di persone affluiscono nella sala. Una musica viene diffusa, ma si interrompe, quando i membri del senato e il presidente prendono posto. Gli aspiranti alla vittoria sono tre, selezionati da una rosa iniziale di centocinquanta, ed ora il presidente li presenta al pubblico. L'ingegnere John Newton ha inventato una trivella in grado di raggiungere il nucleo della terra per studiarne la struttura interna. Egli vince il terzo premio. Al secondo posto si classifica Carlo Copernic, che ha perfezionato il telescopio. Dopo gli applausi cala un silenzio teso: tutti aspettano la proclamazione del vincitore assoluto. Il premio cosmico va all'inventore dello psicoscopio, Paolo Fortunati di Roma. Ecco svelato il segreto di Paolo.
Lo psicoscopio consente di leggere i pensieri e perciò molte persone lasciano la sala, per timore che siano svelati i loro pensieri cattivi. Il presidente richiama all'ordine la sala e spiega il motivo del conferimento: lo psicoscopio può portare vantaggi quali l'eliminazione delle menzogne o la diagnosi di malattie mentali, un miglioramento nell'educazione e nella psicologia. E un'ovazione parte dalle persone rimaste in sala. L'unica a non partecipare all'applauso collettivo è Maria, troppo commossa. Paolo, vedendola in lacrime, scende dal palco e corre ad abbracciarla.
Nei giorni successivi, dopo aver ricevuto l'idoneità al matrimonio fecondo, Paolo e Maria diventano finalmente marito e moglie, acquisendo il diritto più importante, quello di poter generare i loro figli.

## Contesto storico e culturale
L'anno 3000, oltre a collocarsi sulla scia della tradizione della letteratura utopica occidentale, si può considerare in particolare una reazione a un libro statunitense di notevole successo apparso nella traduzione italiana tre anni prima, il romanzo Guardando indietro, 2000-1887 di Edward Bellamy (1888). Mantegazza critica però il socialismo utopico di Bellamy e descrive una società ideale in cui le vecchie ideologie sono state superate.
Fondatore della scuola di antropologia italiana, Paolo Mantegazza era un noto neurofisiologo e quando scrisse il libro erano state compiute in rapida successione scoperte notevoli nei laboratori europei sull'organizzazione e sulle funzioni del sistema nervoso, da parte di scienziati come Santiago Ramón y Cajal, Charles Scott Sherrington, Emil du Bois-Reymond, in cui veniva chiarito il ruolo di assoni e sinapsi nella trasmissione di informazioni e delle reti neurali. Egli riconobbe inoltre i progressi della psicofarmacologia nella scoperta di nuovi farmaci che interessavano le emozioni, la coscienza, la cognizione, ecc. (Mantegazza fu il primo a isolare la cocaina dalle foglie di coca e a lodare il suo potente effetto sulla mente umana, sperimentando su se stesso).

## Ambientazione futura
Nel primo capitolo, Mantegazza predice il compiersi della prima guerra mondiale (con combattimenti sanguinosi su entrambi i fronti, immense battaglie navali e terrestri, con "un milione di morti in un solo giorno" vicino a Parigi). Dopo la fine di tale conflitto globale tutte le nazioni unite hanno deciso di abolire la guerra ("una guerra che ha ucciso tutte le guerre") e vengono fondati gli "Stati Uniti d'Europa", con un'unica lingua e una moneta unica, generando pace per i successivi due millenni. Dopo quasi un secolo di dominazione dittatoriale, i regimi socialisti sono stati sostituiti da quelli democratici.
Mantegazza descrive il ruolo avveniristico dell'energia elettrica nella produzione di calore, movimento e illuminazione e delle telecomunicazioni istantanee che collegano il globo. Catturò pertanto i principali fattori che avrebbero poi effettivamente contribuito allo sviluppo della società postindustriale del XX secolo.
Nel suo romanzo previde numerosi sviluppi tecnologici che in seguito si sono avverati (o lo sarebbero stati presumibilmente nel futuro). Nei primi tre capitoli egli descrive infatti:
- Un aeroplano privato biposto controllato da tastiera, con motori elettrici (l'"acrotaco", cioè qualcosa di veloce in un luogo elevato), con un quadro elettrico completo di strumenti di volo, tra cui bussola, temperatura, direzione del vento, velocità di volo e indicatori di distanza, in grado di volare a 150 km/h;
- Questo aereo può essere trasformato rapidamente in una barca a propulsione elettrica ("idrotaco"), adattandogli intorno un anello in gomma gonfiabile;
- Aria condizionata in tutti i veicoli e nei luoghi pubblici;
- Alimenti sintetici composti di proteine e carboidrati;
- Farmaci per aumentare la felicità, la forza fisica e l'amore;
- Una rete di energia pulita "cosmica", prodotta in impianti silenziosi compatti ("pandinamo") gestiti da un unico operatore e distribuita attraverso una rete di cavi che si estendono in tutto il mondo. L'energia è distribuita a domanda, in base alle richieste trasmesse da una rete di terminali "camere oscure" che presentano lettere bianche su sfondo nero;
- Cervelli artificiali con intelligenza artificiale, in dispositivi che imitano il cervello biologico, costituiti di reti neurali artificiali realizzate in protoplasma sintetico;
- Cinema ("panopticon") in grado di distribuire ogni tipo di intrattenimento e di programma didattico, con realtà virtuale trasmessa direttamente ai recettori sensoriali degli spettatori, tra cui gli odori, sensazioni di movimento, ecc.;
- Esami medici che utilizzano raggi che rendono tutto il corpo trasparente alla visione, in tempo reale, in tre dimensioni (solo due anni prima Wilhelm Röntgen aveva scoperto i raggi X);
- Case prefabbricate utilizzando plastica liquida colata su una struttura portante in acciaio;
- Orario lavorativo di 5 giorni a settimana e sei ore al giorno, con un sacco di tempo libero per l'intrattenimento e l'educazione;
- Carte di credito e denaro in carta moneta che utilizzano una moneta mondiale;
- Una lingua globale "cosmica", che sostituisce tutte le lingue europee morte.

Oltre a prevedere cose che sarebbero diventate realtà meno di 50 anni dopo, Mantegazza commise alcuni "errori" di valutazione: uno dei più singolari - visto che era un medico - è il suo giudizio che la longevità media avrebbe raggiunto solo i 60 anni; inoltre immaginava che la medicina avrebbe abbandonato i farmaci, la chirurgia e le altre forme di terapia convenzionale, concentrandosi invece sulle correzioni della dieta e dello stile di vita.
L'anno 3000 presenta anche idee controverse, rigettate o superate nel pensiero della società occidentale contemporanea, ma relativamente diffuse all'epoca, quali l'eliminazione degli inadatti (eugenetica), il giudizio negativo della pittura di fine secolo (gli esordi dell'arte moderna) e altri risvolti malthusiani.

## Edizioni
- Paolo Mantegazza, L'anno 3000 - Sogno, Milano, Fratelli Treves, 1897.
- (EN) Paolo Mantegazza, The Year 3000: A Dream, a cura di Nicoletta Pireddu, traduzione di David Jacobson, Lincoln, U of Nebraska Press, 1º novembre 2010, ISBN 0-8032-3299-3.
- (FR) Paolo Mantegazza, L'an 3000, rêve, traduzione di Raymond Trousson, L’Harmattan, 2003, ISBN 2-7475-5559-3.